# Scott Phillips
Pour les articles homonymes, voir Phillips.
Œuvres principales
- La Moisson de glace

Scott Phillips (né en 1961) est un auteur américain de romans policiers dans la tradition hardboiled.

## Biographie
Né à Wichita (Kansas), diplômé en littérature française à Wichita State University, il étudie l'écriture avec le romancier James Lee Burke. Il travaille en librairies, vend du matériel photographique, puis devient photographe et traducteur. Il part s'installer en France en 1988 et y vit jusqu'en 1992, date à laquelle il rentre à Los Angeles et travaille comme scénariste. Il participe au scénario du film Crosscut, de Paul Raimondi. Depuis 2003, Scott Phillips vit à Saint-Louis (Missouri) avec sa femme et sa fille.

## Œuvre
Son premier roman, La Moisson de glace (The Ice Harvest, 2000), remporte le California Book Award, est nommé pour le prix Edgar-Allan-Poe et le Hammett Prize. Il est adapté au cinéma en 2005 sous le titre Faux Amis par Harold Ramis, avec John Cusack.
Scott Phillips publie en 2002 L'Évadé (The Walkaway), un prequel à La Moisson de glace. Son troisième roman sorti en 2003, Cottonwood, se passe dans le Kansas et la Californie durant l'époque du Far West et est inspiré par le gang Bender dont les méfaits défrayèrent la chronique dans les années 1870.
Sa nouvelle Blanc-bec est vaguement inspirée par un véritable attentat à la bombe qui s'est produit à Wichita à la fin des années 1960.
En 2011, il adapte son roman Nocturne (Les Éditions La Branche, 2011) pour la télévision française, avec Ayres Jedidia.
Selon Hubert Artus, « sa littérature évoque aussi bien les romans durs de Simenon que les grands dépressifs du polar yankee (Jim Thompson, Charles Willeford) ».

## Personnages
- Wayne Ogden est un personnage qui apparaît dans le roman L'Évadé. On le découvre adolescent dans la nouvelle Blanc-bec dont l'action se situe dans les années 1930.
- Bill Ogden, le grand-père de Wayne Ogden, raconte Cottonwood.
- Mildred Halliburton apparaît très brièvement dans L'Évadé à l'âge de 95 ans. On le retrouve dans Blanc-bec.
- Gleason, le vieux barman, se montre dans Cottonwood à 20 ans. On le retrouve dans Blanc-bec.
- Stan Gerard, propriétaire de bar dans Blanc-bec.
- Bill Gerard, fils de Stan Gerard et propriétaire de la boîte de strip-tease de La Moisson de glace.

## Filmographie
Scénario
- 1996 : Crosscut, de Paul Raimondi, scénario de David Masiel, Scott Phillips et Paul Raimondi. Avec : Costas Mandylor.

Adaptation au cinéma
- 2005 : Faux Amis (The Ice Harvest), film américain réalisé par Harold Ramis, scénario de Richard Russo et Robert Benton, d'après le roman de Scott Phillips. Avec John Cusack.